# Trypeta scutellata
Trypeta scutellata är en tvåvingeart som först beskrevs av Jost Wiedmann 1830.  Trypeta scutellata ingår i släktet Trypeta och familjen borrflugor. Inga underarter finns listade i Catalogue of Life.